# Laborec
Laborec (německy Labortz, maďarsky Laborc) je řeka na Slovensku. Je 129 km dlouhá. Povodí má rozlohu přibližně 4522,5 km². Pojmenování má základ -lab-, což pochází z indoevropského -albh- a znamená bílý.

## Průběh toku
Pramení v Nízkých Beskydech v nadmořské výšce 682 m. Přibírá převážně levostranné, poměrně rozvinuté přítoky Výravu, Udavu a Cirochu, se kterými nad Humenným vytváří vějíř toků. Dále řeka obtéká Vihorlatské vrchy a vtéká do nížiny, kde zmírňuje svůj spád. Po delším bezpřítokovém úseku přibírá zleva Uh, jehož větší část povodí se nachází v Zakarpatské oblasti na Ukrajině. Během posledních století se tok řeky posunul o několik kilometrů na východ.

## Vodní režim
Průměrný roční průtok vody na dolním toku činí 54,5 m³/s.